# Жених из Майами
«Жених из Майами» — художественный фильм, снятый на киностудии «Новый Одеон».

## Сюжет
Главный герой — Сергей Авдеев (Борис Щербаков) по воле жены оказался в эмиграции, живёт в Майами. Главный герой за границей так и не нашёл никого. Чтобы не получить хронический простатит, пользуется услугами проституток, одна из которых обчистила его дом в США. Жена его недавно бросила — ушла к миллионеру-американцу, а дочку забрала с собой. Сергей по совету друга едет в Россию за женой. Его приключения в Москве в поисках жены и занимают всё пространство картины.

## В ролях
- Борис Щербаков — Сергей Авдеев
- Татьяна Догилева — Она
- Михаил Державин — дядя Миша
- Лариса Удовиченко — Лариса
- Дмитрий Харатьян — Валера Горохов
- Вера Алентова — Люся
- Екатерина Зинченко — Катя
- Людмила Иванова — тётя Клава
- Татьяна Васильева — доктор Шницкер
- Роксана Бабаян — цыганка-гадалка
- Ольга Толстецкая — Ира
- Нина Ильина — Ниночка
- Марина Майко — вахтёрша
- Леонид Якубович — Леонид Аркадьевич, коллега Михаила

## Съёмочная группа
- Автор сценария, режиссёр и композитор: Анатолий Эйрамджан
- Продюсер: Эдуард Чернышов
- Оператор: Борис Кочеров

## Музыкальное оформление
В качестве музыки к фильму использован ряд популярных мелодий, в том числе фокстрот «Whispering» и кубинская песня «Амапола».
В фильме у дяди Миши всё время в комнате на радиоприёмнике звучала радиостанция Европа Плюс .